# Mailani
Mailani là một thị xã và là một nagar panchayat của quận Kheri thuộc bang Uttar Pradesh, Ấn Độ.

## Địa lý
Mailani có vị trí 28°17′B 80°21′Đ / 28,28°B 80,35°Đ Nó có độ cao trung bình là 160 mét (524 feet).

## Nhân khẩu
Theo điều tra dân số năm 2001 của Ấn Độ, Mailani có dân số 13.306 người. Phái nam chiếm 54% tổng số dân và phái nữ chiếm 46%. Mailani có tỷ lệ 57% biết đọc biết viết, thấp hơn tỷ lệ trung bình toàn quốc là 59,5%: tỷ lệ cho phái nam là 64%, và tỷ lệ cho phái nữ là 48%. Tại Mailani, 14% dân số nhỏ hơn 6 tuổi.